# 朝までガンダム
『朝までガンダム』（あさまでガンダム）は、名古屋テレビ放送（メ〜テレ）で2009年5月10日から同年7月12日にかけて毎週日曜 1:35 - 4:05に放送されたローカル番組である。正式名称は『生誕30周年祭 朝までガンダム 全43話大放送!』。全9回。

## 概要
ガンダム生誕30周年を記念して、東海地方でのみ放送されたガンダムシリーズ唯一の記念番組である。メインは『機動戦士ガンダム』全43話をノーカットで1回に5話ずつ放送し、その週の放映分のストーリーをガンダム通の及川光博・土田晃之・若井おさむが丁寧に説明する。後半は『3人の思い出トーク』コーナーを放送。

## 出演者
- 及川光博

シャア・アズナブルの軍服コスチュームを着用。
- 土田晃之

フラナガンのコスチュームを着用。しかし土田本人は『竹内力』と称していた。
- 若井おさむ

連邦軍の軍服コスチュームを着用。